# Франсіско Пісарро

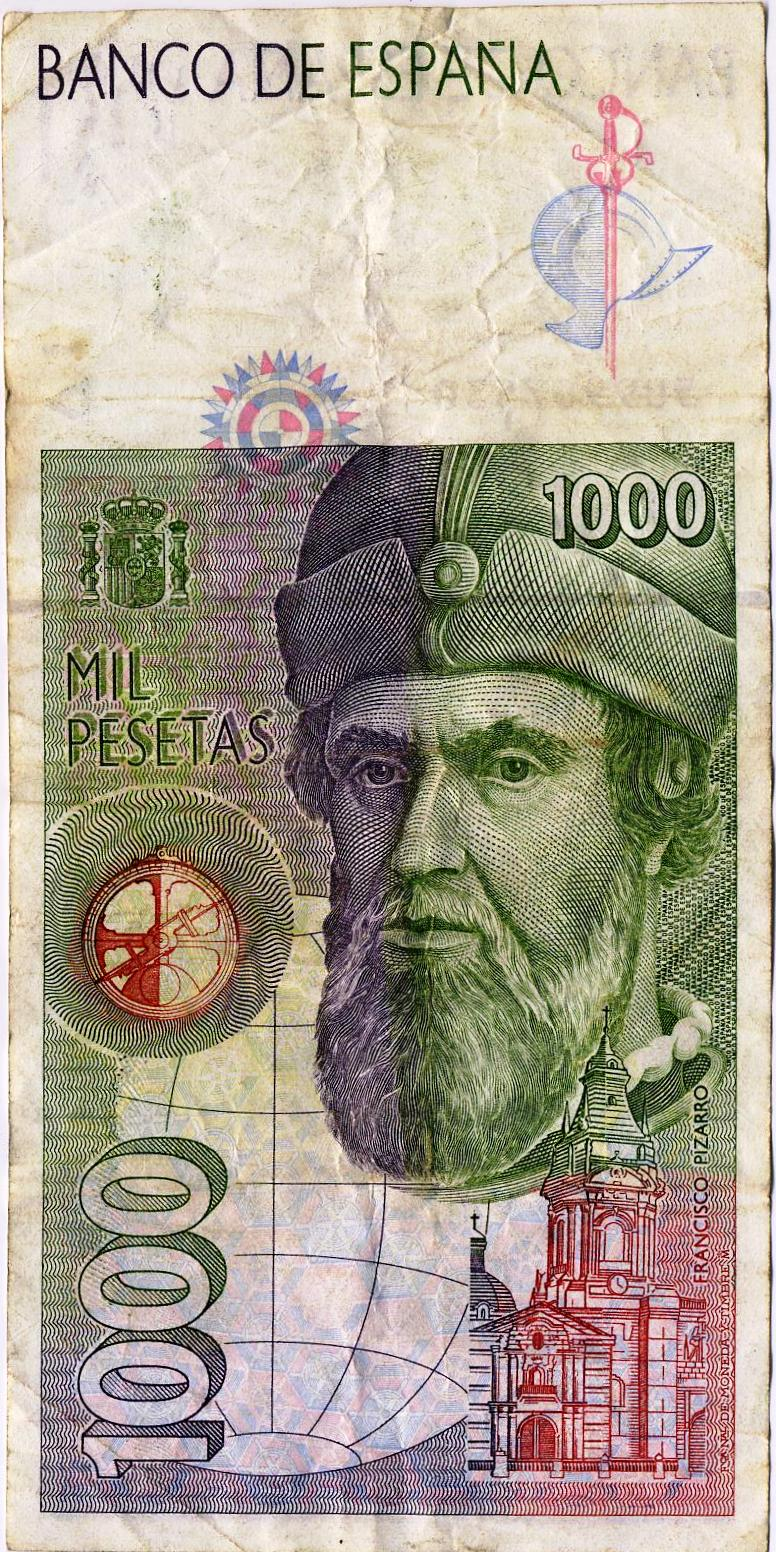
Банкнота банку Іспанії з портретом Пісарро

Франсіско Піса́рро Гонса́лес, маркіз де лос Атабійос (ісп. Francisco Pizarro González, marqués de los Atabillos, близько 1471 — 26 червня 1541) — іспанський конкістадор, завойовник інків та засновник міста Ліма, сучасної столиці Перу.

## Життєпис

### Ранні роки життя
Пісарро народився в містечку Трухільйо в іспанській провінції Естремадура. Різні джерела дають різні дати народження, від 1471 до 1478 року. Він був незаконнонародженим сином Гонсало Пісарро Родрігеса де Агілара, полковника інфантерії, що служив протягом Італійської кампанії та отримав багато нагород. Його матір'ю була Франсіска Гонсалес Матеос — уродженка Трухільйо, що була покоївкою його батька. Отже, Франсіско був байстрюком і міг успадкувати лише дещицю майна батька. За такої скрутної обставини хлопець вирішив стати солдатом. По батьківській лінії, Франсіско був другим двоюрідним братом Ернана Кортеса, завойовника Мексики.

### Перші експедиції в Америку
Вперше Франсіско потрапив у експедицію до нещодавно відкритої Америки у 1502 році в складі загону Ніколаса де Овандо. У 1508 році він висадився на континенті разом з Алонсо де Охеда, де заснували поселення Sebastián de Urabá. Воно зараз називається Некоклі, знаходиться у Венесуелі, і вважається найдавнішим містом країни. Після року осади з боку індіанців, Охеда вирушив у Санто-Домінго за підтримкою, залишивши Пісарро. Коли він не повернувся, Франсіско також покинув поселення. По дорозі назад він приєднався до експедиції заселення провінції Дар'єн. У ній він став заступником командира Васко Нуньєс де Бальбоа.
Новини про збагачення Кортеса запалили бажання конкістадорів шукати нових подвигів. Франсіско разом з товаришем Дієго де Альмагро організував дві експедиції по західному берегу Південної Америки у 1524—1526 роках. Напади індіанців і складні природні умови змусили конкістадорів щоразу повертатися. У місті Тумбес Пісарро зустрів місцевого вождя із золотом і сріблом, що розповів про великого правителя у горах. Так іспанці вперше взнали про Імперію інків.

### Завоювання Імперії
Щоб спорядити експедицію до Імперії інків, Пісарро повернувся до Іспанії й записався на прийом до короля. Карл V Габсбург був вражений красномовністю досвідченого конкістадора і надав йому посаду губернатора тих земель, які Франсіско зможе відвоювати у Південній Америці. Назад Пісарро повернувся зі своїми трьома братами по батьківській лінії та одним по матері. У 1530 він спорядив експедицію зі 160 учасниками та 37 кіньми. Коли вони повернулися у Тумбес — він уже був зруйнований громадянською війною в імперії інків. Після смерті імператора Вайна Капак країна була розділена на дві частини між братами Атавальпа (столиця в Кіто) та Васкар (Куско). Війна за трон підірвала сили Імперії. Саме в час прибуття загону Пісарро Васкар був страчений і правителем країни (Сапа Інка) став Атавальпа.

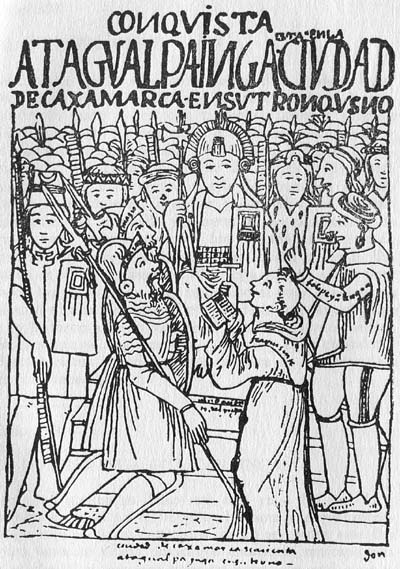
Пісарро зустрічається з Атавальпа

Конкістадорам дуже пощастило на початку експедиції. Коли Пісарро зі своїми солдатами прибув у місто Кахамарка, там випадково зупинилася 80 тисячна армія разом з новим імператором Атавальпа. Інки не побачили загрози з боку жменьки іспанців і дозволи їм зустрітися з правителем. На зустрічі конкістадори захопили імператора (битва при Кахамарці) і почали вимагати викуп за його життя. Золото і срібло почали стікатися у місто. Франсіско став багатим, його доля лише у тому викупі склала (за теперішньою оцінкою) 8 мільйонів доларів. Військовики Атавальпи не наважилися на атаку іспанців. Проте Пісарро, повіривши чуткам про можливу атаку, 26 липня 1533 року стратив Атавальпу.
Особисто призначивши нового сапа Інка Тупака Уальпу Пісарро рушив вглиб країни. Дорога до столиці була доволі легкою, оскільки жителі Куско (що в громадянську війну підтримували Васкара) сприймали загін Пісарро як тих, хто відновив справедливість, стративши Атавальпу.
У столиці у 1533 році помер поставлений іспанцями імператор Тупака Уальпу і Пісарро викликав принца Манко Юпанкі, щоб поставити його на трон. Захоплювати місто Кіто Франсіско особисто не став, а послав туди свого капітана Себастьяна де Белалькасара.
Пісарро чесно сплатив королю п'яту частину награбованого. Він двічі відправив у Іспанію свого брата Хернандо, щоб передати кошти.

### Конфлікт з де Альмагро
Стосунки з Дієго де Альмагро погіршилися ще з початку експедиції, оскільки Пісарро замовив у короля Іспанії для товариша по зброї лише губернаторство маленького міста Тумбес. Дієго підозрював, що брати Пісарро хочуть його обдурити й залишити без того, що на думку конкістадора чесно йому належало. Зрештою Пісарро спровадив де Альмагро у похід на південь (в теперішнє Чилі).
Імператор Манко Юпанкі втік з-під опіки іспанців і зібрав армію, щоб захопити Куско. Франсіско Пісарро на той час перебував у заснованому 18 січня 1535 року ним же місті Ліма. Інки обложили Куско на багато місяців і були вигнані з допомогою Дієго де Альмагро, що повернувся зі свого походу на південь. Дієго захопив у полон братів Пісарро, що правили на той час у Куско, і вирішив вимагати своєї половини у Пісарро. Під час переговорів дві конфліктуючі сторони іспанців зіткнулися, що потім було названо битвою при Лас Салінас. Дієго де Альмагро був ув'язнений і страчений 8 липня 1538 року. Ця страта дворянина і товариша по зброї глибоко вразила конкістадорів.

### Смерть
Наступні роки Франсіско перебував у Лімі, управляв своїми територіями як губернатор. Новоприбулі конкістадори були незадоволені розподілом здобутого і намагалися скинути братів Пісарро. Вони згуртувалися навколо сина вбитого Дієго де Альмагро. 26 червня 1541 року заколотники увійшли в будинок Франсіско і вбили його. Старий конкістадор, а тепер поважний губернатор, дав останній бій, убивши одного з нападників.

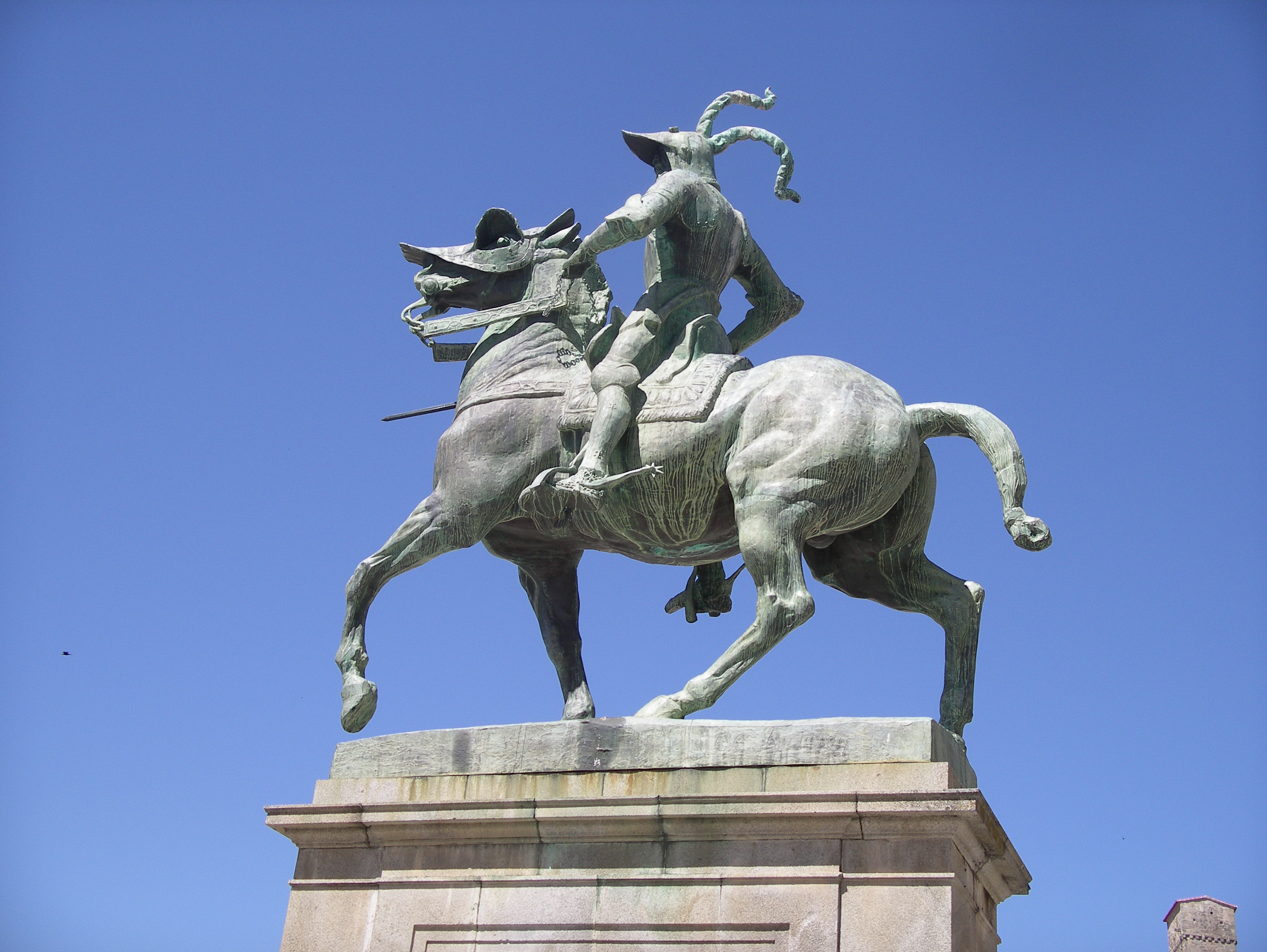
Пам'ятник Пісарро у Трухільйо

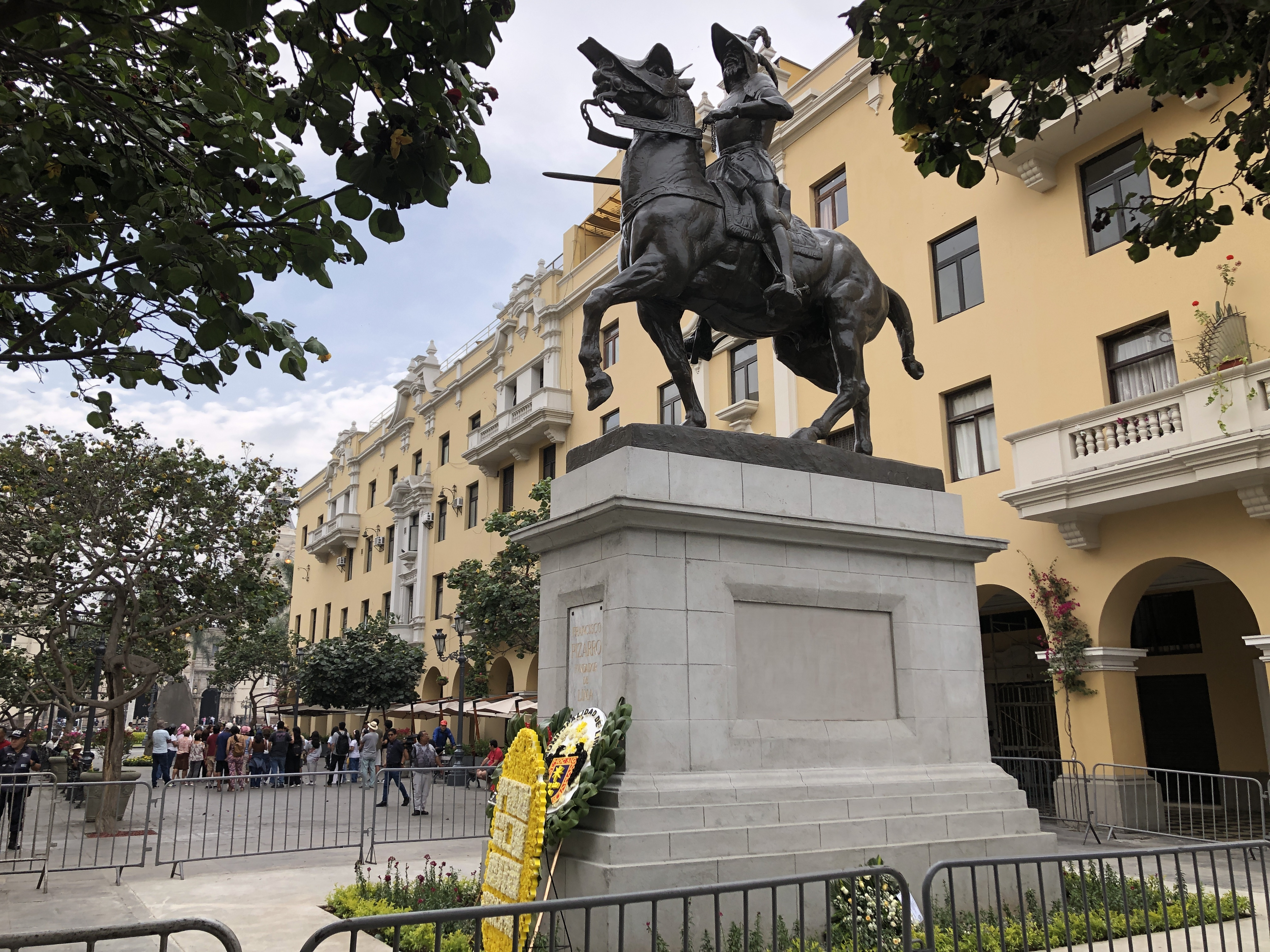
Пам'ятник Пісарро у Лімі

Після смерті губернатора, прихильники Альмагро оточили Ліму. Облога була знята лише у 1542 році, коли підійшла підмога братам Пісарро. Син Дієго де Альмагро був схоплений і убитий. Троє дітей Франсіско від двох інкських принцес померли й лише донька Франсіска одружилася у 1552 році зі своїм дядьком, братом Франсіско, Ернандо Пісарро і успадкувала багатство батька.

## Визнання
Хоча загін Пісарро чинив численні вбивства під час захоплення імперії, сам Франсіско не вирізнявся особливою жагою до терору і не робив надмірного свавілля серед мирного населення, порівняно з іншими іспанцями, такими як Педро де Альварадо і Контрерас. Хоча у Лімі є пам'ятник конкістадору і названа вулиця, більшість перуанців ставлять до нього амбівалентно, пам'ятаючи про трагічні наслідки появи його загону у Південній Америці.
Портрет Пісарро був розміщений на банкноті 1000 песет 1992 року.